# Перехоплювальна автостоянка
Перехоплювальна автостоянка (або перехоплювальний паркінг, англ. park and ride) — автостоянка, сполучена з громадським транспортом, що дозволяє жителям приміської зони та іншим людям вирушати в центр міста, полишивши свої транспортні засоби та пересівши в автобус, маршрутне таксі, трамвай, метро тощо на решту подорожі. Автомобіль зберігається на стоянці протягом дня і забирається власником на зворотньому шляху. Перехоплювальні стоянки, як правило, розташовані в під'їзних зонах до центру великих міст або в передмісті.
Перехоплювальні автостоянки позначаються на дорожніх знаках літерами «P + R», у розмові та на письмі також P&R.

## Місцеві особливості
У Швеції був введений податок для стимулювання безкоштовних або дешевих автостоянок, що сплачується роботодавцем. Податок зменшив кількість робочих поїздок по центру міста і збільшив використання перехоплювальних стоянок, особливо в Стокгольмі.
У Празі перехоплювальні стоянки влаштовані біля деяких станцій метро і залізничних станцій (17 стоянок біля 12-ти станцій метро і 3-х вокзалів у 2011 році). Ці автостоянки пропонують низькі ціни, цілодобовий режим роботи і гнучкі тарифи, інтегровані з громадським транспортом.

## Переваги
У теорії, перехоплювальні автостоянки дозволяють пасажирам уникати надмірного стресу через їзду перевантаженими вулицями та дефіцит парковок у центрі міста. Вони призначені для того, щоб уникати заторів, заохочуючи людей користуватися громадським транспортом, на противагу своїм особистим транспортним засобам. Людям легше користуватися громадським транспортом у міській місцевості, уникаючи заторів. Недоступність парковок у центрі теж заохочує таку поведінку.

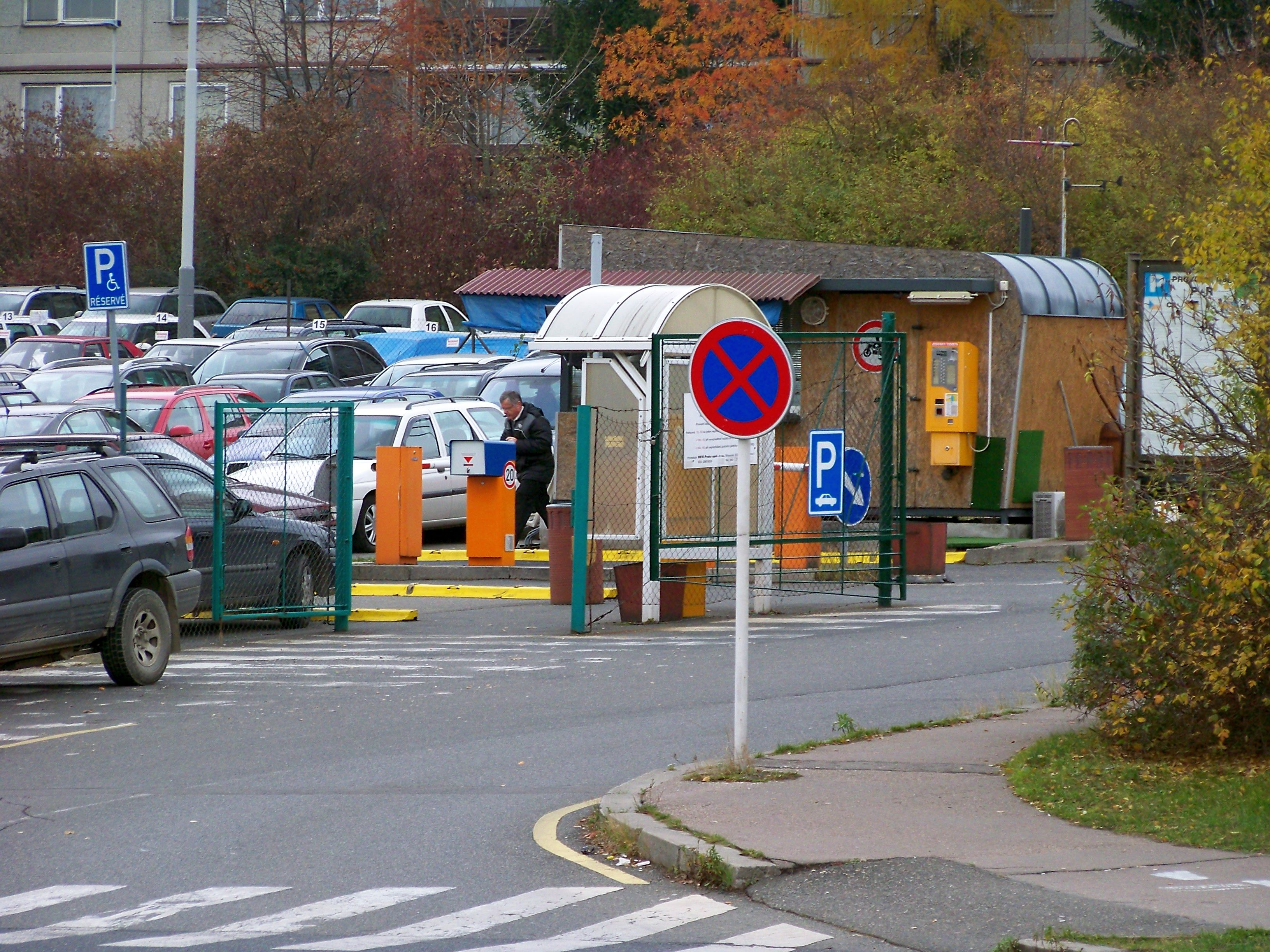
Перехоплювальна автостоянка біля ст. м. Опатов, у Празі, з квитковим автоматом

Існують відносно нечисленні дослідження про переваги та недоліки схем перехоплювальних автостоянок, в яких останні часто подаються як спосіб уникнути труднощів і витрат на паркування у центрі міста, але також висловлюється припущення про «відсутність чітких доказів упливу перехоплювальних автостоянок на зменшення заторів». Перехоплювальні автостоянки задовольняють потреби пасажирів, які живуть за межами пішохідної досяжності від зупинки громадського транспорту, що їде до центру міста.
Перехоплювальні автостоянки також можуть задовольняти потреби пасажирів транспортних засобів на альтернативних джерелах енергії. Вони також можуть використовуватися як місця здачі автомобілів у прокат. Крім того, деякі транзитні оператори використовують перехоплювальні автостоянки щоб сприяти більш ефективним методам водіння шляхом резервування окремих паркувальних місць для автомобілів з низькими викидами, прокатних або широкогабаритних автомобілів.
Більшість перехоплювальних автостоянок надають такі послуги, як зони очікування пасажирів і туалети. Також там може надаватися певна корисна інформація: карти, листівки, плакати тощо. При великих об'єктах надаються додаткові послуги, наприклад бюро подорожей, продовольчий магазин, автомийка, кафе, а також інші магазини та послуги.

## Критика
Британські дослідження показали, що вплив перехоплювальних стоянок на дорожні затори може бути обмеженим.
Джонатан Маннс на прикладі Кембриджу припускає, що хоч автомобілі, припарковані на перехоплювальних стоянках, самі вже не перевантажують міські вулиці, тим не менш генеруються транспортні потоки в інших місцях — наприклад, потоки між автостоянками та житловими будинками. Це має важливе значення, оскільки в той час як деякі автомобілі видаляються з потоку, це стимулює появу нових потоків, тим самим значно нівелюючи ефект P&R. Дж. Маннс порівнює це з «пасткою на дурнів»[відсутнє в джерелі].

## Автобусні перехоплювальні автостоянки

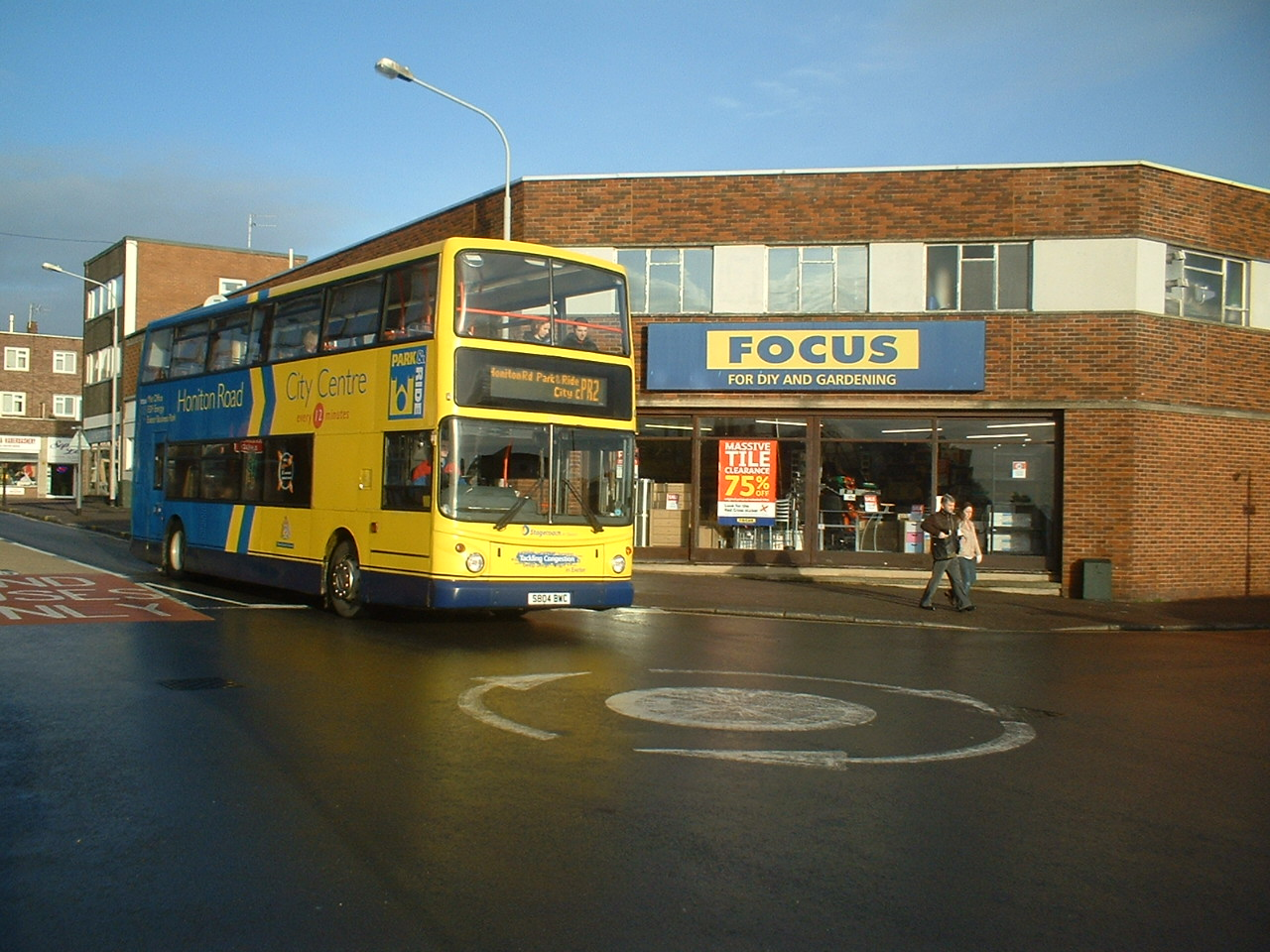
Автобусна перехоплювальна автостоянка в Ексетері, Англія

Інфраструктура перехоплювальних автостоянок з виділеними місцями та об'єктами сервісу для автобусів почала будуватися в 1960-х роках у Великій Британії. Перша така схема запрацювала в Оксфорді, на дорозі A34: спочатку експериментально з мотелем, що працював неповний робочий день (1960), а згодом на постійній основі (1973).
З 1978 року така парковка пропонується в лондонському аеропорту Ґатвік.
В Оксфорді зараз діють 5 спеціалізованих автостоянок такого типу.
Станом на 2005 рік Норвіч мав найбільшу перехоплювальну автостоянку у Великій Британії.

## Залізничні перехоплювальні автостоянки
Деякі Залізничний вокзали в Англії сприяли облаштуванню перехоплювальних автостоянок для значно віддалених міст.

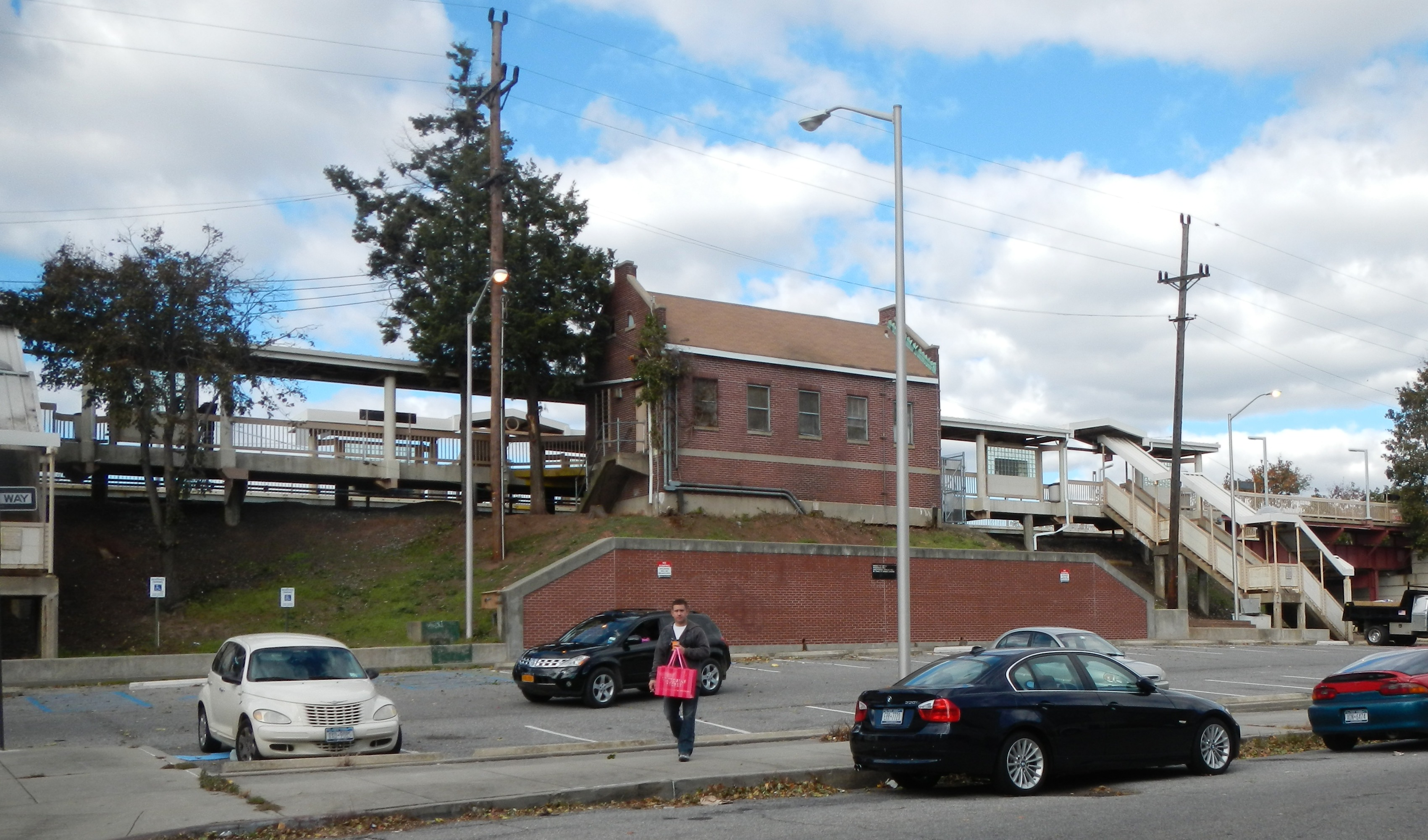
Перехоплювальна автостоянка поряд із залізничною станцією, Стейтен-Айленд, Нью-Йорк.

Вони також поширені в США.

## Велосипедні перехоплювальні автостоянки

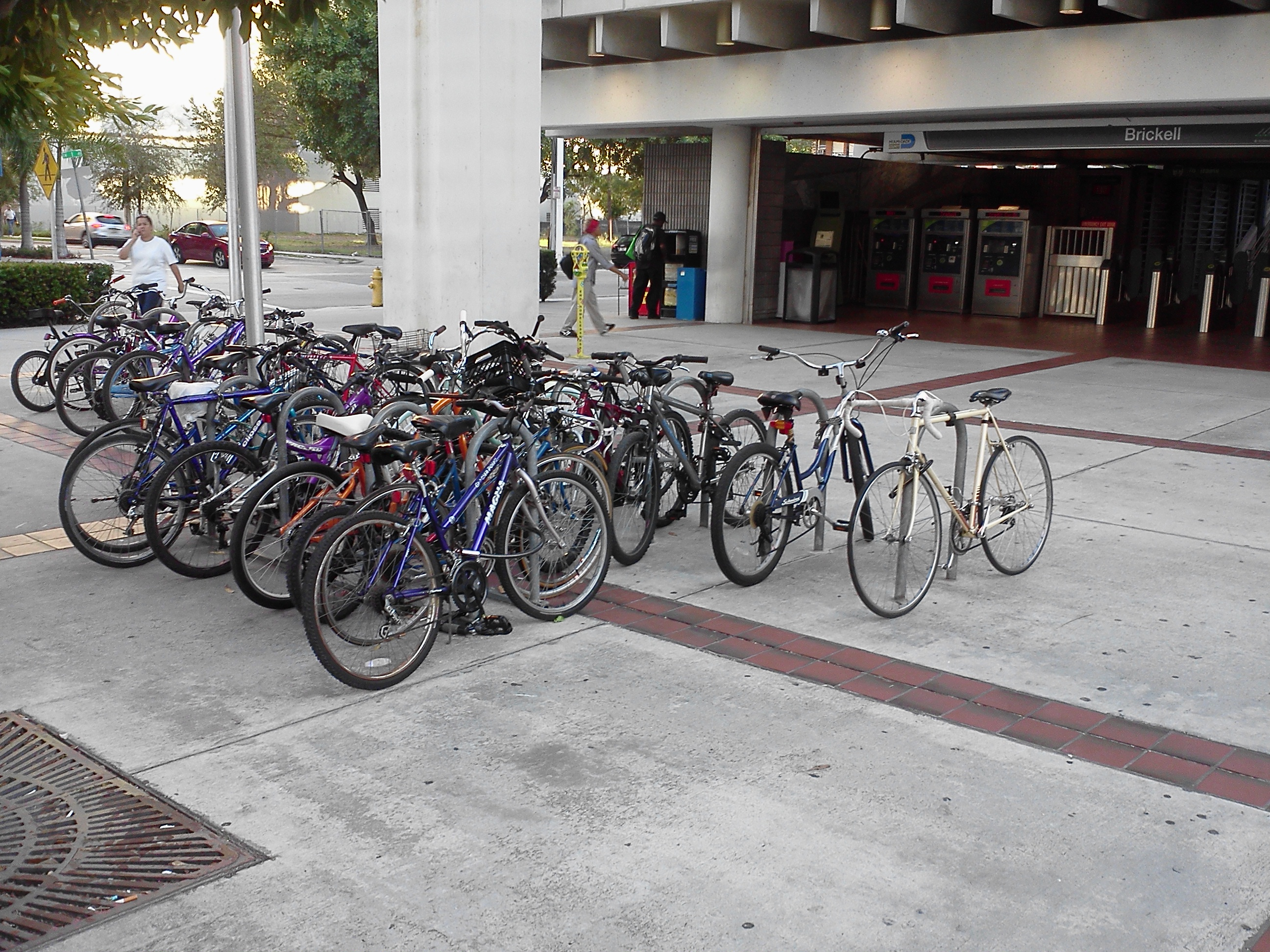
Об'єкт B&R біля ст. м. в Маямі, США

Символи B&R (B + R) позначають сукупність велосипедних паркомісць, що влаштовуються поруч із громадськими транспортними терміналами, у більшості випадків спільно з автостоянками P&R. Ці системи можуть просуватися за рахунок комплексного тарифу включно з громадським транспортом.

## Прокат автомобілів
Перехоплювальні автостоянки не обов'язково передбачають використання громадського транспорту. Вони можуть влаштовуватись, аби зменшити кількість автомобілів на дорозі за допомогою схем Vanpooling (спільне використання автомобілів) або Carsharing, тобто різновиду автопрокату — каршеринг.

## «Поцілуй і їдь»

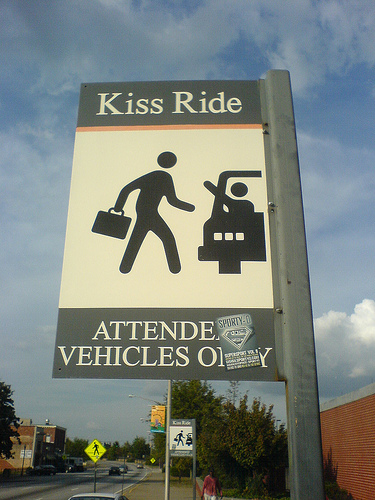
Знак «Поцілуй і їдь» на станції метро Атланти

На багатьох залізничних вокзалах і в аеропортах є зона під назвою «Поцілуй і їдь» або «Поцілуй і лети» (Kiss and Ride), де автомобілі можуть ненадовго зупинятися, щоб висадити або, рідше, забрати пасажирів. Термін вперше з'явився у статті від 20 січня 1956 року в Los Angeles Times і означає, що пасажира везе на станцію дружина або інший партнер; вони цілують один одного на прощання перед тим, як пасажир сяде на поїзд.
Такі знаки використовуються в Німеччині, Італії, на Тайвані, у Польщі, Нідерландах. Місцевим мешканцям вони відомі під англійською назвою, тобто «Kiss and ride», і хоча знак нестандартизований, всі вони містять літери K+R.

## Знаки, що позначають перехоплювальну автостоянку

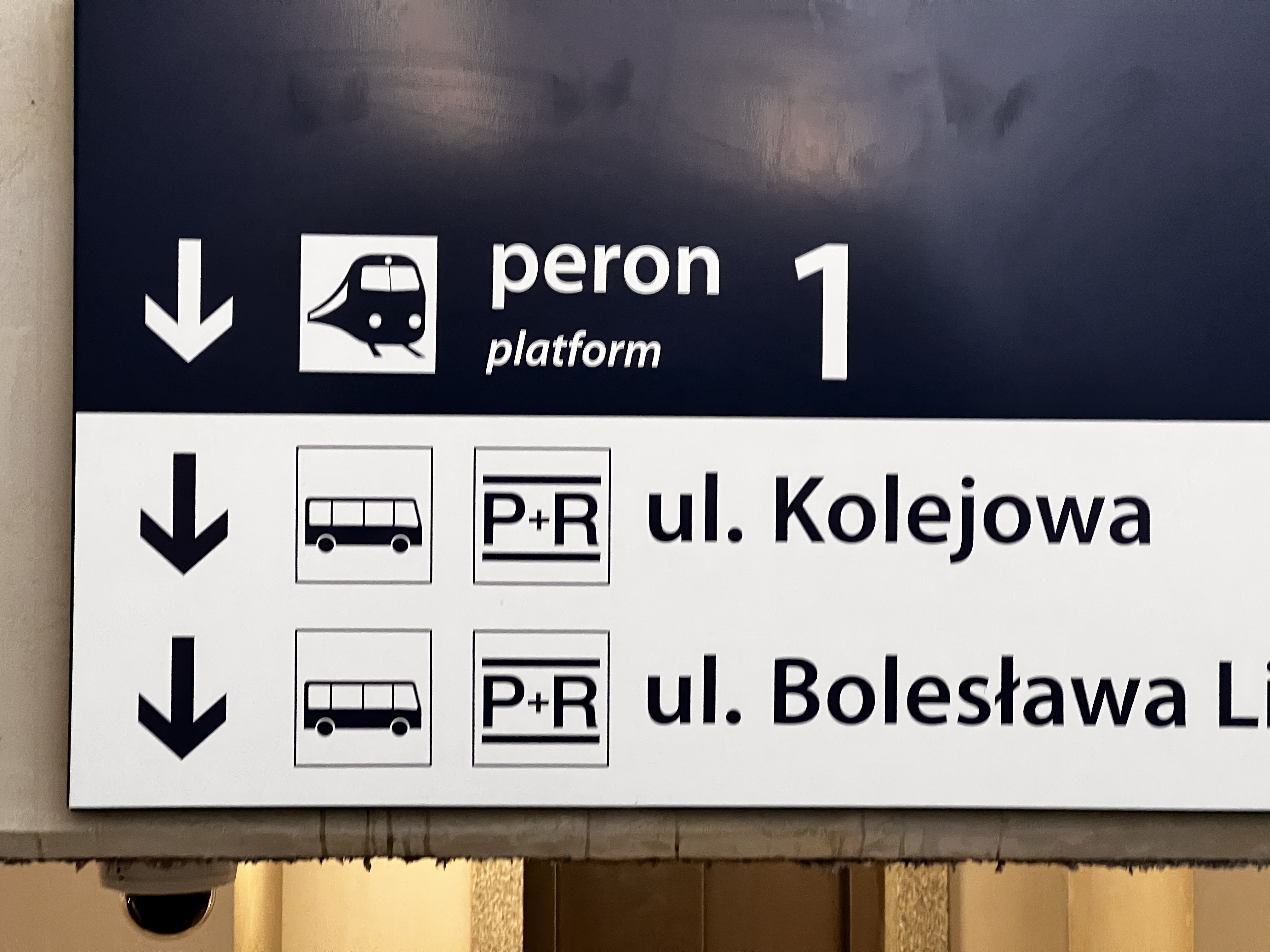
Польща
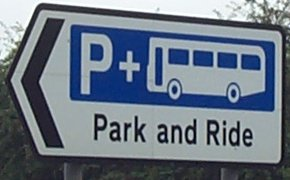
Англія
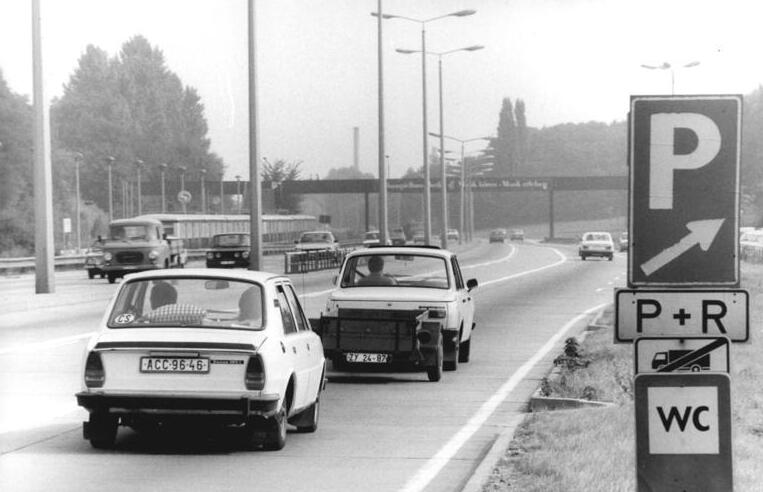
НДР
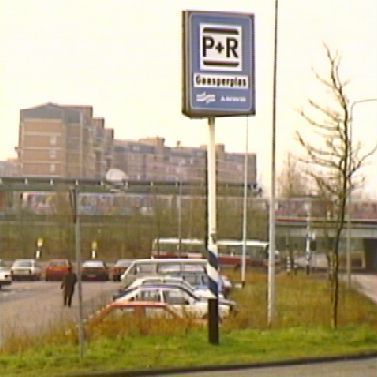
Нідерланди
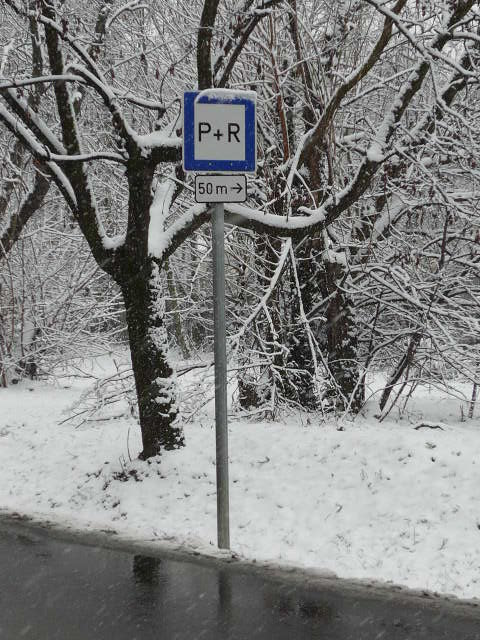
Угорщина
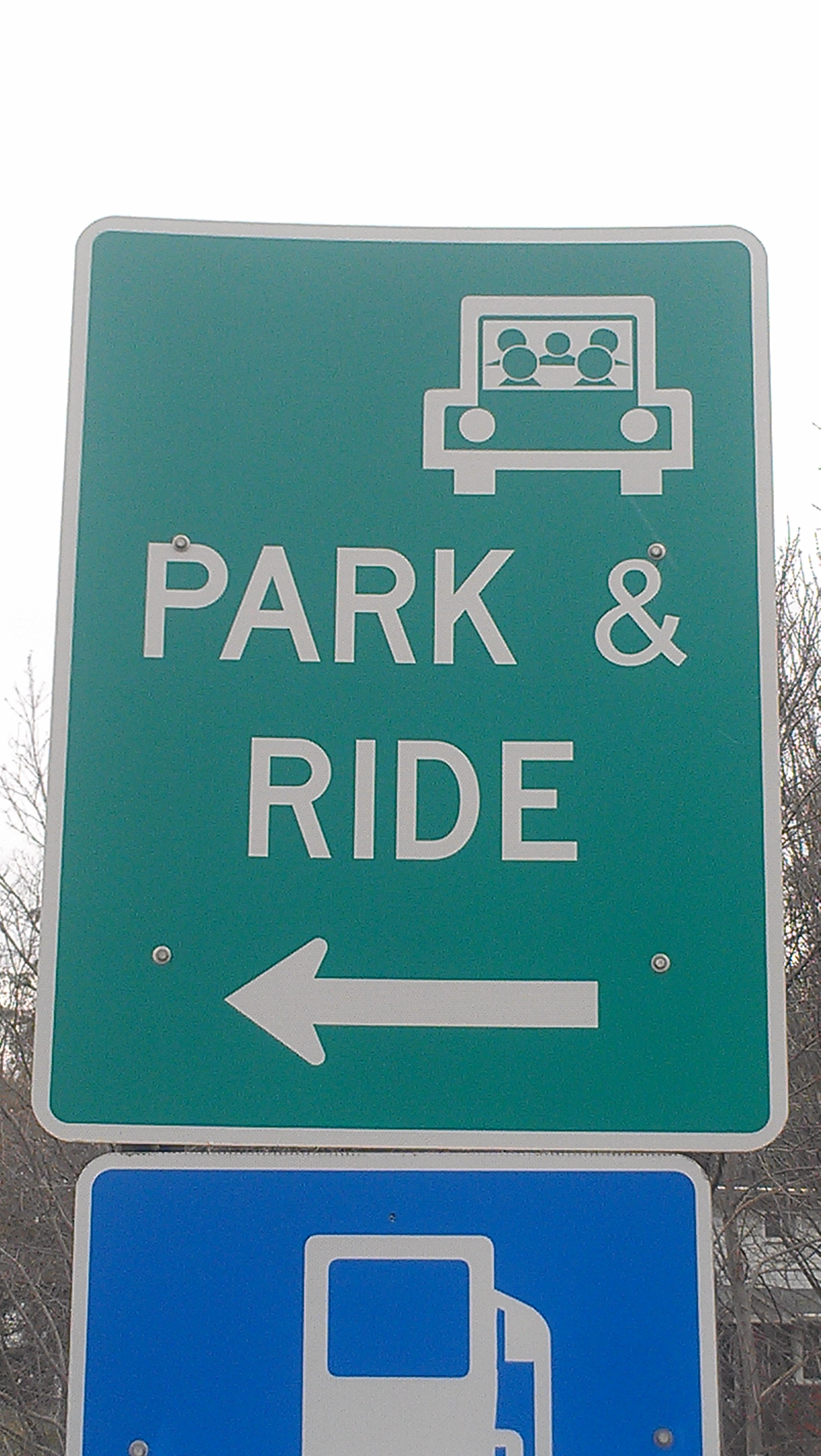
США

## В Україні
Перший перехоплювальний паркінг у Києві для автотранспорту з'явився у серпні 2013, а для велосипедів — у серпні 2014.
Про плани будівництва оголошували у великих містах: Києві, Львові, Донецьку.
У ІІ половині 2018 року Мінрегіон запровадив ДБНи для автомобільних та велосипедних перехоплювальних стоянок.
Зміни до Державних будівельних норм уведені з 1 липня 2019 року.